# Pierre-Joseph de Haitze

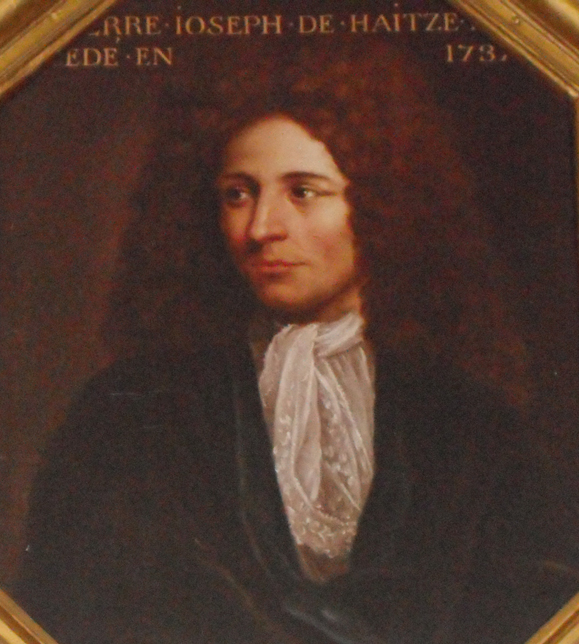
Porträt von Joseph Villevieille

Pierre-Joseph de Haitze (* 10. November 1656 in Cavaillon; † 25. Februar 1737 in Trets) war ein französischer Regionalhistoriker.

## Leben und Werk
Pierre-Joseph de Haitze stammte väterlicherseits aus einer baskischen Adelsfamilie. Er wuchs bei seiner Mutter auf und lebte nach deren Tod im Hause des Regionalhistorikers Jean-François de Gaufridi de Trets (1622–1689). Haitze, der sich nicht verheiratete und dem Jansenismus nahestand, stellte sein Leben in den Dienst der Forschung zur Geschichte der Provence. Viele seiner Texte wurden nie (oder erst postum) veröffentlicht.
Er lieferte sich mit Pierre Galaup de Chasteuil eine Polemik über die Existenz (Galaup) oder Nichtexistenz (Haitze) der Minnehöfe.

## Schriften (Auswahl)
- Les curiositez les plus remarquables de la ville d’Aix. Aix-en-Provence 1679.
- Relation générale et véritable des fêtes de la ville d’Aix pour l’heureux retour de la santé tant désirée de Louis le Grand. David, Aix-en-Provence 1687.
- Les Moines empruntez. Cologne 1696. (bedeutende Männer, denen die Nachwelt Mönchtum andichtete)
- Les Moines travestis. Cologne 1698.
- Lettre critique de Sextius le Salyen a Euxonius le Marseillois, touchant le Discours sur les arcs triomphaux dressez en la ville d’Aix, à l’heureuse arrivée de monseigneur le duc de Bourgogne, & de Monseigneur le duc de Berry. 1702. (reagiert auf den Discours von Pierre Galaup de Chasteuil von 1701)
- Dissertations de Pierre-Joseph sur divers points de l’histoire de Provence. Antwerpen 1704.
- Histoire de S. Benezet, entrepreneur du pont d’Avignon. Contenant celle de l’ordre des religieux pontifes, par Magne Agricol. David, Aix-en-Provence 1708.
- La Vie de Nostradamus. David, Aix-en-Provence 1711.
- Apologétique de la religion des Provençaux au sujet de Ste Madeleine. Dissertation sur le symbole de Ste Marthe. David, Aix-en-Provence 1711.
- La Vie d’Arnaud de Villeneuve. David, Aix-en-Provence 1719.
- Histoire de sainte Rossoline de Villeneuve, de l’ordre des Chartreux, contenant celle de son culte. David, Aix-en-Provence 1720.
- Dissertation sur l’état chronologique et héraldique de l’illustre et singulier consulat de la ville d’Aix, capitale de Provence. David, Aix-en-Provence 1726.
- Portraits ou éloges historiques des premiers présidents du parlement de Provence. D. Chastel, Avignon 1727.
- Histoire de la vie et du culte du bienheureux Gérard Tenque, fondateur de l’ordre de St-Jean de Jérusalem. J. David, Aix-en-Provence 1730.
- L’Esprit du cérémonial d’Aix en la célébration de la Fête-Dieu. David, Aix-en-Provence ohne Jahr, 1730.
- État de l’Hopital La Misericorde des pauvres malades & honteux de la Ville d’Aix. Dressé sur les réglemens, délibérations et usages de cette maison. Veuve de René Adibert, Aix-en-Provence 1747.
- L’épiscopat métropolitain d’Aix. Makaire, Aix-en-Provence 1862.
- Histoire de la ville d’Aix, capitale de la Provence. 6 Bde. A. Makaire, Aix-en-Provence 1880–1892.